# Lillesjö (Krogsereds socken, Halland)
Lillesjö är en sjö i Falkenbergs kommun i Halland och ingår i Ätrans huvudavrinningsområde.